# Mariano Dalla Libera
Mariano David Dalla Libera (Vicente López, Provincia de Buenos Aires, Argentina; 4 de abril de 1964) es un exfutbolista y director técnico argentino. Jugaba como mediocampista ofensivo o enganche y su primer equipo fue River Plate. Su último club antes de retirarse fue Newell's Old Boys.

## Trayectoria
Nacido el 4 de marzo de 1964 en la provincia de Buenos Aires. Dalla Libera jugó en River Plate, Unión de Santa Fe, FAS de El Salvador, Temperley, Estudiantes de La Plata, Atlas de México, Independiente Santa Fe de Colombia, Puebla de México, Platense, Huracán, Racing y Newell's Old Boys.
Fue campeón de la Copa Interamericana con River Plate en 1987
Fue director técnico de Platense años posteriores tras su retiro como jugador. Finalizada su etapa como entrenador, comenzó a ejercitarse como panelista en el programa de Alejandro Fantino llamado El show del fútbol. 
Comenzó su carrera política como asesor de la Secretaría de Deportes de la Provincia de Buenos Aires conducida por Alejandro Rodríguez, se desempeñó en el cargo durante cuatro años.
Actualmente es el Subsecretario de Deportes del Municipio de Malvinas Argentinas. Luego de su paso como participante, fue eliminado de Masterchef Celebrity Argentina.

## Clubes

### Como jugador
| Club                      | País        | Año       |
| ------------------------- | ----------- | --------- |
| Club Atlético El Linqueño | Argentina   | 1983      |
| River Plate               | Argentina   | 1983-1985 |
| Unión de Santa Fe         | Argentina   | 1985      |
| FAS                       | El Salvador | 1986      |
| Temperley                 | Argentina   | 1986-1987 |
| River Plate               | Argentina   | 1987-1988 |
| Estudiantes de La Plata   | Argentina   | 1988-1989 |
| Atlas                     | México      | 1989-1990 |
| Independiente Santa Fe    | Colombia    | 1990      |
| Puebla                    | México      | 1991      |
| Platense                  | Argentina   | 1991-1992 |
| Huracán                   | Argentina   | 1992-1993 |
| Racing                    | Argentina   | 1993-1994 |
| Platense                  | Argentina   | 1994-1996 |
| Newell's Old Boys         | Argentina   | 1996-1997 |

### Como entrenador
| Club     | País      | Año  |
| -------- | --------- | ---- |
| Platense | Argentina | 2008 |